# Те-Коухай – Вайто
Те-Коухай — Вайто (Te Kowhai — Waitoa) — елемент газотранспортної системи Нової Зеландії.
Трубопровід починається у Те-Коухай на трасі двох газопровідних систем, що подають блакитне паливо на північ Північного острова — Мауї та Капуні – Папакура. У його складі можливо виділити три ділянки:
- споруджену в 1981 році ділянку від Те-Коухай до Моррінсвіля загальною довжиною 40 км, при цьому її початкова та кінцева ділянки виконані в діаметрі 150 мм, а центральна — в діаметрі 100 мм;
- прокладене в 1982-му відгалуження до Кембриджу завдовжки 23 км з діаметром 80 мм;
- споруджену в 1985-му ділянку від Моррінсвіля до Вайто довжиною 10 км та діаметром 100 мм.
Можливо відзначити, що з 1991-го у Моррінсвілі значним споживачем природного газу є великий завод пероксиду водню.
Система розрахована на робочий тиск у 8,6 МПа.